# Homolotropus sagus
Homolotropus sagus är en skalbaggsart som beskrevs av Britton 1970. Homolotropus sagus ingår i släktet Homolotropus och familjen Melolonthidae. Inga underarter finns listade i Catalogue of Life.